# Entelecara sombra
Entelecara sombra – gatunek pająka z rodziny osnuwikowatych.

## Opis
Karapaks ciemnobrązowy, siatkowany. Szczękoczułki ciemnobrązowe u podstawy, jaśniejsze ku wierzchołkowi. Sternum i labium prawie czarne. Odwłok czarny. Karapaks jajowaty w obrysie, szerszy z tyłu niż z przodu. Oczy małe. Rzędy oczu odchylone w przeciwne strony. Głowa samicy nieco mniej wyniesiona niż samca.

## Występowanie
Gatunek ten jest endemitem Alaski (Stany Zjednoczone).